# Вайла
Вейла (англ. Vaila, давньосканд. Valey) — острів в архіпелазі Шетландських островів, Шотландія.

## Географія

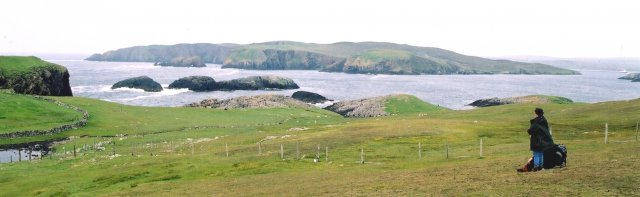
Вигляд на Мейнленд

Розташований біля західного берега острова Мейнленд, обмежує собою вхід в бухту в районі села Уолсі. Омивається водами Атлантичного океану. Оточений невеликими незаселеними островами і скелями: Лінга на півночі, Гаада-Стекс на південному сході та іншими. Найближчі населені пункти на острові Мейнленд: невелике село Баррастоу, частина села Уолсі, на півночі і село Калсуік на сході.

Площа острова — 3,27 квадратних кілометра.